# ひとりぼっちにしないから
「ひとりぼっちにしないから」は、1989年9月26日にリリースした田原俊彦36作目のシングル。

## 音楽性

### ひとりぼっちにしないから
デビュー10周年記念第3弾シングルとして発売され、サントリー『シードル』のCFソングに起用された。
イントロや間奏のギターソロは、ギタリストの芳野藤丸が演奏している。この曲のサウンドイメージが「エリック・クラプトンがディスコを弾いたら」であった事から「日本のクラプトンは芳野」とスタッフから提案されたもの。クレジットされていないが、サビ前の男性コーラスは都志見隆が担当している。

## リリース
1989年9月26日に、ポニーキャニオンのNAVレーベルから、7インチレコードとCT、8cmCDの3形態で発売された。
今作をもって、7インチレコードの発売は最後の作品となった。

## 記録
1990年3月で番組終了した日本テレビ系『歌のトップテン』では、田原自身最後のランクイン曲となった。

## 収録曲
| 全作詞: 松井五郎、全編曲: 船山基紀。 |                              |          |          |
| #                                    | タイトル                     | 作詞     | 作曲     |
| 1.                                   | 「ひとりぼっちにしないから」 | 松井五郎 | 都志見隆 |
| 2.                                   | 「そばにおいでLady moon」    | 松井五郎 | 羽田一郎 |

| 全作詞: 松井五郎、全編曲: 船山基紀。 |                                                    |          |          |
| #                                    | タイトル                                           | 作詞     | 作曲     |
| 1.                                   | 「ひとりぼっちにしないから」                       | 松井五郎 | 都志見隆 |
| 2.                                   | 「そばにおいでLady moon」                          | 松井五郎 | 羽田一郎 |
| 3.                                   | 「ひとりぼっちにしないから」(オリジナル・カラオケ) | 松井五郎 |          |
| 4.                                   | 「そばにおいでLady moon」(オリジナル・カラオケ)    | 松井五郎 |          |

## 参加ミュージシャン
| ひとりぼっちにしないから - Drums & All Synthesizer Operator : 船山基紀, 助川宏 - Guitar : 芳野藤丸 - Keyboards : 山田秀俊 - Trumpets : 数原晋, 河東伸夫 - Alto & Tenor Saxophone : JAKE H.CONCEPTION - Chorus : 大滝裕子, 斉藤久美, 吉川智子 (AMAZONS) | そばにおいでLady moon - Drums & All Synthesizer Operator : 船山基紀, 助川宏 - Guitar : 芳野藤丸 - Keyboards : 山田秀俊 - Chorus : EVE |